# Austroglanis gilli
Austroglanis gilli är en fiskart som först beskrevs av Barnard, 1943.  Austroglanis gilli ingår i släktet Austroglanis och familjen Austroglanididae. IUCN kategoriserar arten globalt som sårbar. Inga underarter finns listade.